# Island of the Dead (película de 2000)
Island of the Dead es una película de 2000 dirigida por Tim Southam y protagonizada por Malcolm McDowell.

## Premisa
La historia se centra en un grupo de personas que llegan a la Isla Hart. El único problema es que la ciudad de Nueva York ha estado enterrando personas NN desde 1869.

## Elenco
- Malcolm McDowell - Rupert King
- Talisa Soto - Melissa O'Keefe
- Bruce Ramsay - Tony Matos
- Kent McQuaid - James Neely
- Mos Def - Robbie J
- Paul Hopkins - Rodger Mackloe
- Tyrone Benskin - Dwight Truman
- Michel Perron - Capitán Chanon